# Агнес Раватн
Агнес Раватн (на норвежки: Agnes Ravatn) е норвежка журналистка и писателка на произведения в жанра драма, трилър и документалистика.

## Биография и творчество
Агнес Раватн е родена на 8 февруари 1983 г. в Йолен, Ругалан, Норвегия. След завършване на гимназията следва музика през 2003 г. и английска филология през 2004 г. В периода 2004 – 2005 г. следва творческо писане на художествена литература в Академията за писане в Берген. Следва скандинавска филология в периода 2005 – 2007 г. и получава бакалавърска степен от университета в Берген.
Работи като журналист във вестник „Nynorsk Dag og Tid“. Пише и като колумнист за „Dagbladet“. Там и в други норвежки вестници и списания публикува и поредица от есета. За работата си във вестник „Nynorsk Dag og Tid“ получава през 2013 г. наградата за журналистика „Арне Хестене“.
Прави своя литературен дебют с романа „Veke 53“ (Седмица 53). Главният герой, Георг Улвесет, е разведен преподавател на средна възраст, който осъзнава, че е недоволен и самоироничен от повечето избори, които е направил в живота си, и за когото последните седмици на годината предлагат много промени свързани с приятели и минала любов. Книгата печели наградата на Берген за най-добра книга и норвежката литературна награда на Фонда на енорийския свещеник Алфред Андерсон-Рист.
В следващите години издава сборниците с най-добрите си публикувани есета, „Stillstand“ (Престой) и Folkelesnad (Народно четиво), в които дава хумористичен и критичен портрет на съвременна Норвегия.
През 2013 г. е издаден трилърът ѝ „Трибуналът на птиците“. Телевизионната водеща Алис Хагторн е принудена да напусне работата и мъжа си заради секс скандал. Тя става домашна помощница при самотника Сигюр Баге, от когото е обсебена. Но и двамата ще трябва да преодолеят тайните си, вината и изкуплението, или сянката от миналото им ще надделее. Книгата получава наградата на младите критици и наградата на слушателите на културното радио P2, и е номиниран за наградата IMPAC. Романът добива широка популярност, драматизиран е и е поставян на сцената на Норвежкия театър.
В книгата си „Operasjon sjølvdisiplin“ (Оперативна самодисциплина) от 2014 г. разказва опита си с пристрастяването към социалните медии, и как го е преодоляла.
След като се премества със семейството си в малкото село Валевог, Западна Норвегия, издава през 2017 г. автобиографичната си книга „Verda er ein skandale“ (Светът е скандал). Книгата включва и интервю със съседа ѝ, и колега, писателят Ейнар Окланд.
През 2019 г. е издаден психологическият ѝ трилър „Dei sju dørene“ (Седемте врати). Университетската професорка Нина прави собствено разследване за изчезването на млада жена от къща, която семейството ѝ притежава. Но откритията ѝ могат да имат много тежки последици за нея и семейството ѝ.<
Агнес Раватн живее със семейството си във фермата си във Валевог.

## Произведения

### Самостоятелни романи
- Veke 53 (2007)
- Fugletribunalet (2013)
Трибуналът на птиците, изд. „Матком“ (2019), прев.
- Dei sju dørene (2019)

### Документалистика
- Ikke til hjemlån (2008) – фензин
- Stillstand. Sivilisasjonskritikk på lågt nivå (2009) – есета
- Folkelesnad (2011) – есета
- Operasjon sjølvdisiplin (2014) – книга за самопомощ
- Verda er ein skandale. Ei lita bok om livet på landet (2017) – автобиографична
- Stoisk uro og andre filosofiske smular (2018) – есета